# Accademia di belle arti dell'Aquila
L'Accademia di Belle Arti - L'Aquila (in sigla abaq) è un istituto universitario pubblico italiano del comparto di alta formazione artistica, musicale e coreutica con sede nella città de L'Aquila.

## Storia
L'Accademia di Belle Arti - L'Aquila, fondata nel 1969, iniziò l'attività nell'anno accademico 1969-70; fino al 1989 l'istituto ebbe la propria sede nel centro storico cittadino, nel palazzo Carli Benedetti, mentre da quell'anno occupa un edificio appositamente progettato da Paolo Portoghesi e costruito nel quartiere moderno di Pettino tra il 1978 ed il 1982. A seguito del terremoto dell'Aquila del 2009 l'accademia interruppe le proprie attività per pochi giorni, rientrando nella propria sede dichiarata completamente agibile.

## Struttura
L'Accademia di Belle Arti L'Aquila è articolata in corsi di studio e rilascia diplomi accademici di 1º e di 2º livello e a ciclo unico attraverso percorsi formativi professionalizzanti.

## Direttori
Secondo lo Statuto dell'accademia, il direttore è responsabile dell'andamento didattico, scientifico ed artistico dell'Istituzione ed è eletto dai docenti con mandato triennale rinnovabile una volta, salvo diversa disposizione del ministero. Di seguito l'elenco dei direttori dell'accademia:
- Piero Sadun (1969-1974)[6]
- Gino Marotta (anni '70)[7]
- Antonio D'Acchille (1980-1985)[8]
- Michele Cossyro (1987-1995)[9]
- Eugenio Carlomagno (1995-2013)
- Giovanna Cassese (2013-2014, commissario)
- Marco Brandizzi (2014-2020)[10]
- Maria D'Alesio (2020-2023)[11]
- Marco Brandizzi (dal 2023)[12]

## Presidenti
Secondo lo Statuto dell'accademia, il presidente convoca e presiede il consiglio di amministrazione ed è nominato dal ministro dell'università e della ricerca per un mandato di tre anni rinnovabile una volta.
Di seguito l'elenco dei presidenti dell'accademia:
- Luciano Fabiani (1969-1974)[1][14]
- Roberto Marotta (2013-2019, due mandati)
- Fabrizio Marinelli (2019-2020)[15]
- Rinaldo Tordera (dal 2020)[16][17]